# Rousay
Rousay (staronorsky Hrólfsey, skotsky Rousee) se svou rozlohou 48,6 km² je v pořadí pátým největším ostrovem ze sedmi desítek ostrovů v Orknejském souostroví. Z administrativního hlediska je ostrov v rámci Spojeného království součástí skotské správní oblasti Orkneje.

## Geografie
Rousay leží v západní části nejsevernější skupiny Orknejských ostrovů, zhruba 3 km severně od největšího orknejského ostrova Mainland. Jedním z nejbližších ostrovů v okolí je neobydlený Einhalow, který leží v průlivu mezi Mainlandem a Rousay. Jen o málo menší než Rousay je Westray na severu. Na východě je nejblíž Holm of Scockness a větší Egilsay, za nimi dále na východ leží ostrov Eday. Na jihovýchod od Rousay se rpzprostírají ostrovy Wyre, Gairsay a Shapinsay.

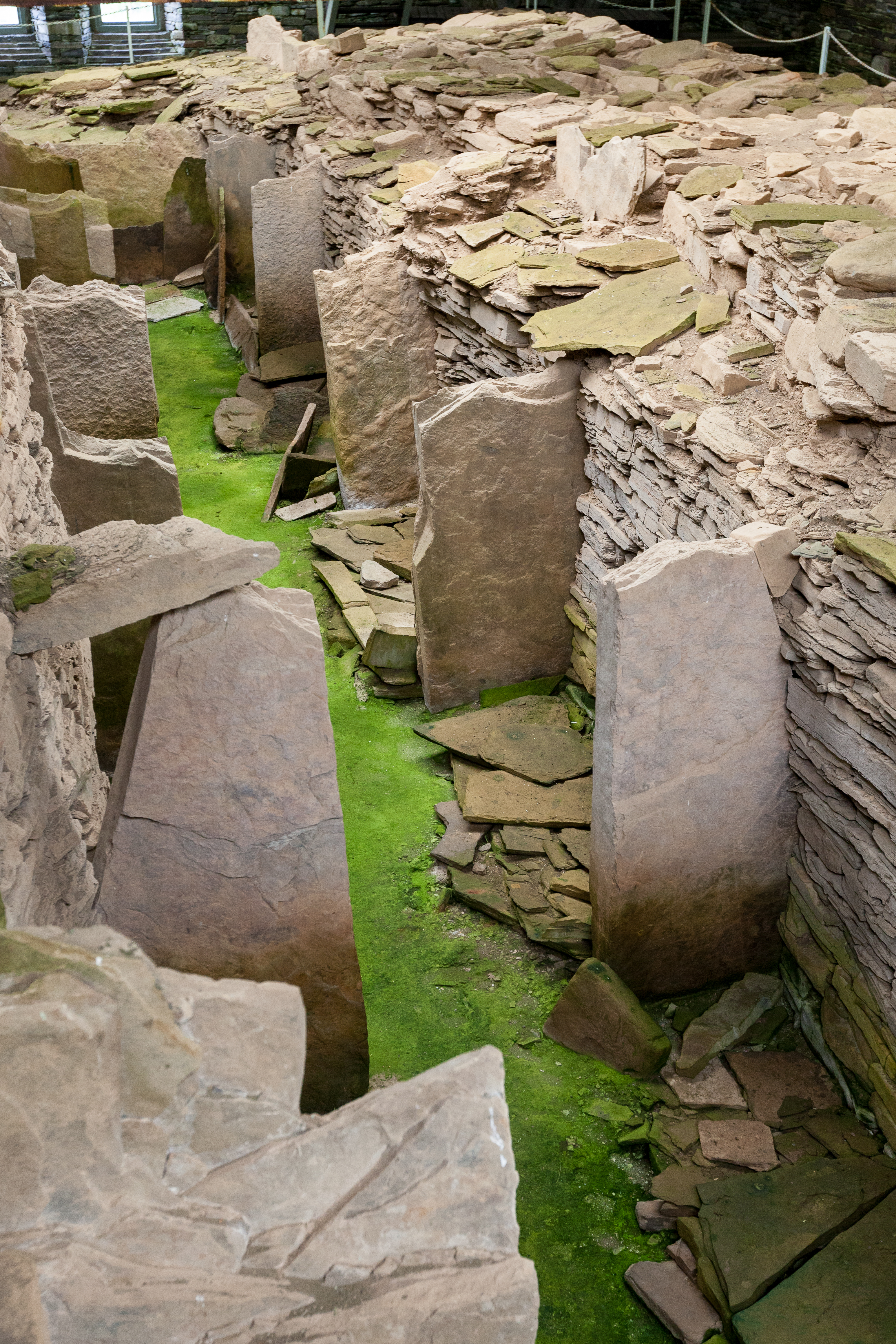
Komorová hrobka u Midhowe

Na rozdíl od ostatních ostrovů v okolí má Rousay kopcovitý reliéf s poněkud vyšší nadmořskou výškou, po ostrově Hoy je fakticky druhým „nejhornatějším“ ostrovem Orknejí. Nejvyšším vrcholem ostrova je Blotchnie Fiold (249 m n. m.). Také nedaleký Knitchen Hill (229 m n. m.) či Keirfea (rovněž 229 m n. m.) i další body reliéfu na ostrově přesahují svou výškou 200 metrů. Ve vnitrozemí je několik sladkovodních jezer, z nichž největší je Muckle Water. Na rozdíl od některých okolních ostrovů, jejichž tvar je značně členitý s mnoha poloostrovy, je členitost pobřeží Rousay mnohem menší, jeho téměř oválný tvar narušuje pouze velká zátoka Saviskaill Bay na severu.
Rousay patří mezi obydlené ostrovy, podle sčítání zde v roce 2011 žilo 249 obyvatel. Největším sídlem je přístav Brinian na jižním pobřeží.

## Historie
Na ostrově Rousay bývalo v prehistorických dobách rozsáhlejší osídlení. V zimě na přelomu let 1837–1838 byly na pozemcích farmy Bigland na severovýchodě ostrova objeveny pozůstatky neolitického sídliště. V letech 1938 a 1946 na lokalitě, nazývané Rinyo, prováděl vykopávky archeolog Vere Gordon Childe, který předtím na přelomu 20. a 30. let 20. století měl na starosti průzkum neolitického sídliště Skara Brae ma Mainlandu. V Rinyo byly nalezeny pazourky, kamenné sekery, nádoby a další předměty, používané lidmi v době kamenné.
Rousay je natolik významné archeologické naleziště, že se mu přezdívalo „Egypt severu“. Celkem se na ostrově Rousay nachází více než 100 archeologických lokalit, včetně dalšího historického komplexu u Midhowe, zahrnujícího ruiny mohutného brochu a Midhowe Chambered Cairn, největší z neolitických komorových hrobek na Rousay. Podél jižního pobřeží Rousay jsou rozmístěny další mohyly s komorovými hroby z doby kolem roku 3000 př. n. l., jako Knowe of Yarso, Blackhammer nebo Taversöe Tuick.
Hlavní obživu obyvatel Rousay po staletí zajišťovalo zemědělství a rybolov. V průběhu 19. století v důsledku vysokých nájmů, požadovaných majiteli ostrova a postupnému vyhánění obyvatel, (tzv. Clearances), které probíhalo kromě Skotské vysočiny i na ostrovech, se počet obyvatel Rousay časem značně snížil. Ještě v polovině 19. století zde žilo kolem 900 lidí, v roce 1900 jich zde bylo 627 a v polovině 20. století pouze 342.

## Galerie

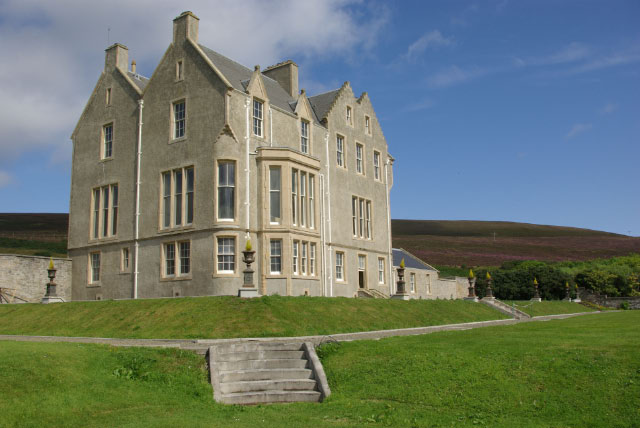
Zámeček Trumland House z roku 1876
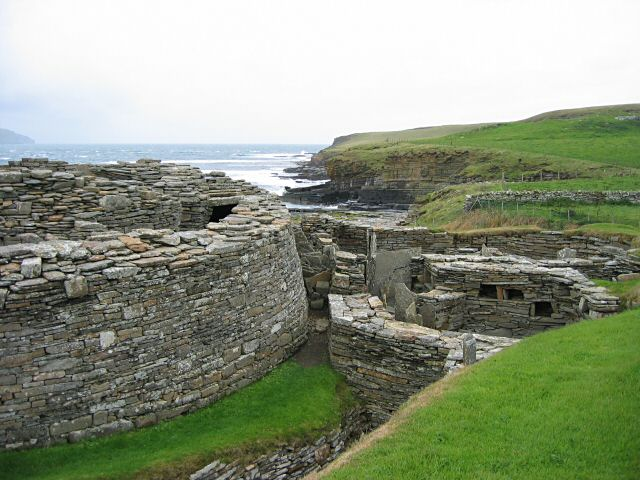
Ruiny velkého brochu v Midhowe
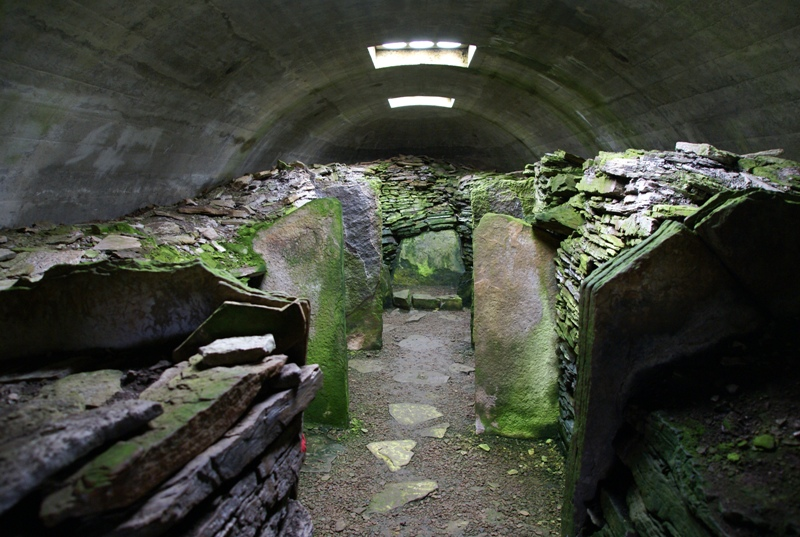
Upravený interiér hrobky Knowe of Yarso
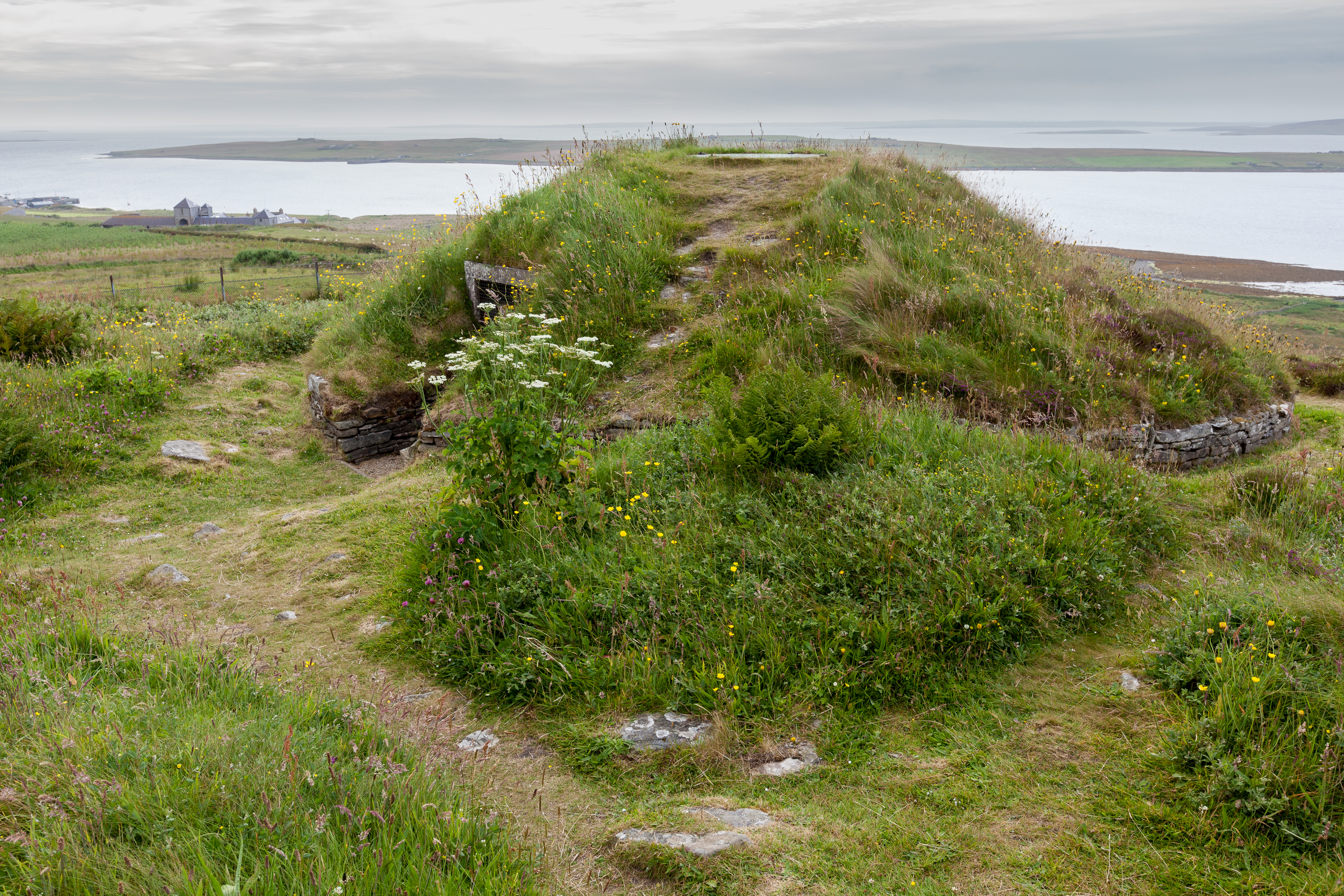
Mohyla Taversöe Tuick nedaleko Brinianu
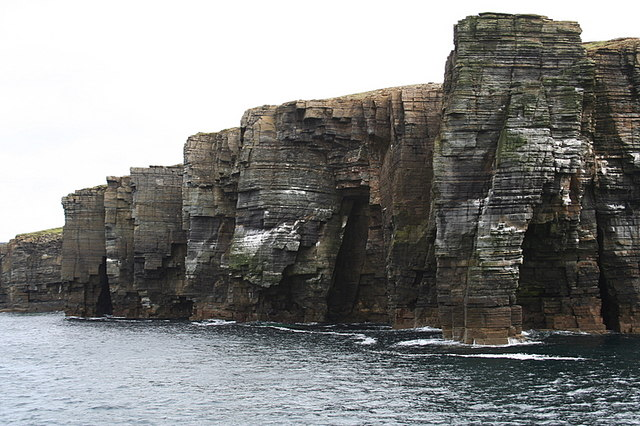
Útesy na Scabra Head na západním pobřeží
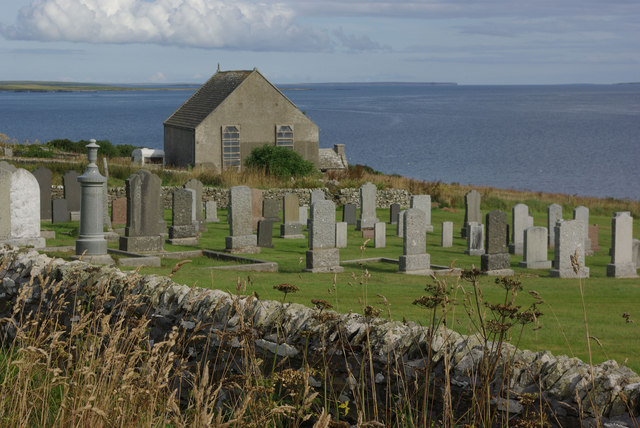
Kostelík a hřbitov v Brinianu